# Utricularia arenaria
Utricularia arenaria es una especie de planta carnívora de tamaño pequeño, anual, que pertenece a la familia Lentibulariaceae.

## Distribución y hábitat
Es originaria de los trópicos de África, donde se distribuye en Angola, Burundi, Camerún, Costa de Marfil, ka República Democrática del Congo, Etiopía, Gabón, Ghana, Kenia, Madagascar, Malaui, Mali, Mozambique, Nigeria, Senegal, Sierra Leona, Sudáfrica, Sudán, Tanzania, Togo, Uganda, Zambia, y Zimbabue. También se ha encontrado una sola colección en el centro de India en Madhya Pradesh. U. arenaria crece como una planta terrestre en lugares húmedos, arenosos o suelos de turba en pastizales pantanosos o marismas a altitudes desde el nivel del mar hasta 2.400 metros.

## Taxonomía
Utricularia arenaria fue descrita por Alphonse Pyrame de Candolle y publicado en Prodromus Systematis Naturalis Regni Vegetabilis 8: 20. 1844.
Etimología
Utricularia: nombre genérico que deriva de la palabra latina utriculus, lo que significa "pequeña botella o frasco de cuero".
arenaria: epíteto latín que significa «de la arena».
Sinonimia
- Utricularia exilis Oliv.
- Utricularia exilis var. bryoides Welw. ex Hiern
- Utricularia exilis var. hirsuta Kamienski
- Utricularia exilis var. nematoscapa Welw. ex Hiern
- Utricularia kirkii Stapf
- Utricularia monophylla Dinter
- Utricularia tribracteata Hochst. ex A. Rich.[5]